# Acetilacetonato de rutênio(III)
Acetilacetonato de Rutênio(III) é um composto de coordenação cuja fórmula química é Ru(O2C5H7)3. Este é um composto sólido a temperatura ambiente e tem a cor roxa escura e é solúvel na maioria dos solventes orgânicos. Ele é usado como um precursor de outros compostos de rutênio.

## Preparação
Em 1914 tris(acetylacetonato)rutênio (III) foi preparado pela reação de Cloreto de rutênio(III) e acetilacetona na presença de bicarbonato de potássio. Desde então, a alternativa de rotas sintéticas foram analisados, mas o procedimento original continua a ser útil com pequenas variações:
RuCl3•3H2O + MeCOCH2COMe → Ru(acac)3 + 3 HCl + 3 H2O